# Standing Together

Logo von Standing Together in arabischer und hebräischer Sprache

Standing Together (hebräisch עומדים ביחד; romanisiert Omdim Beyachad, arabisch نقف معًا, DMG Naqif Maʿan, deutsch: Zusammenstehen) ist eine politisch linke Bewegung in Israel mit dem Ziel, arabische und jüdische Israelis für einen Frieden im israelisch-palästinensischen Konflikt zu gewinnen und im Kampf um Gleichheit und soziale Gerechtigkeit zu vereinen. Sie entstand 2015 und hatte Ende 2024 rund 5.300 Mitglieder. Seit 2023 engagiert sie sich vor allem gegen den Gazakrieg.

## Organisation
Die Gründer von Standing Together nennen die politischen Parteien Podemos und Syriza sowie die Organisation Momentum und die Democratic Socialists of America als Inspirationen, behaupten aber selbst, keine politische Partei werden zu wollen. Die Organisation umfasst neun „Kreise“ in ganz Israel: die Scharonebene, den Meschullasch und die Wüste Negev, die Großstädte Jerusalem, Haifa und Tel Aviv-Jaffa sowie die Campus der Universitäten Ben-Gurion, Haifa, Tel Aviv und der Hebräischen Universität Jerusalem.
Die Bewegung bemüht sich um die Gleichberechtigung arabischer und jüdischer Israelis und setzt dabei auf Aspekte wirtschaftlicher und sozialer Gerechtigkeit. Ihre Führung setzt sich ungefähr zu gleichen Teilen aus den beiden Gruppen zusammen und besteht aus zwei Co-Vorsitzenden, einem Feldorganisator und einer Leiterin der Abteilung Ressourcenentwicklung. Alle Veröffentlichungen erfolgen sowohl in arabischer als auch in hebräischer Sprache. Im April 2024 zählte man etwa 5300 registrierte Mitglieder.

## Politische Aktivitäten

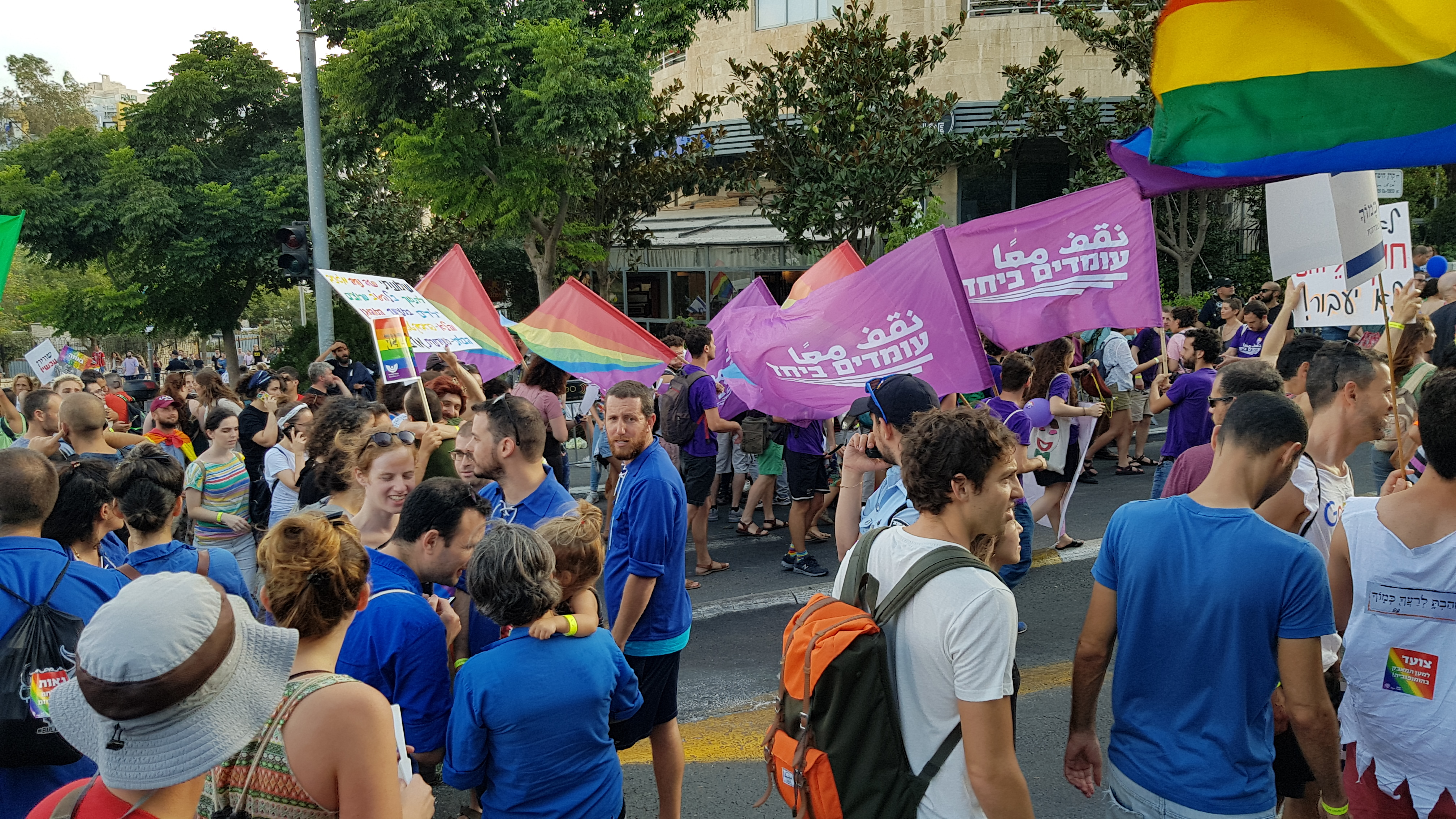
Standing-Together-Flaggen (violett) auf der Gay Pride in Jerusalem (2018)

Politische Schwerpunkte der 2015 entstandenen Graswurzelbewegung sind der Einsatz für Arbeiter-, Frauen- und LGBT-Rechte. Abgelehnt werden neoliberale Ideen und die Besetzung Israel der palästinensischen Autonomiegebiete.
2021 startete Standing Together die Kampagne Minimum 40 mit dem Ziel, den Mindestlohn in Israel auf 40 Schekel pro Stunde zu erhöhen. Ein entsprechender Gesetzesentwurf wurde von mehr als 40 Knesset-Abgeordneten unterschiedlicher Parteien unterstützt und im Juni 2022 bereits in der ersten Lesung verabschiedet. Anfang 2023 brachte der israelische Kommunikationsminister Shlomo Karhi in der Knesset einen Antrag zur Auflösung des staatlichen israelischen Rundfunks ein, was in weiten Teilen der Bevölkerung für Empörung sorgte. Standing Together engagierte sich öffentlich gegen diesen Plan, bis Karhi ihn schließlich auf Eis legte.
Während der Kommunalwahlen 2024 gründeten Aktivisten von Standing Together unabhängige politische Vertretungen in den Großstädten Jerusalem (Kol Ohavia), Haifa (Rov B’air) und Tel Aviv (Ir Segula). Thematische Schwerpunkte sind Nachhaltigkeit, soziale Gerechtigkeit und leistbares Wohnen, letzteres umgesetzt durch Graswurzelaktivisten.
Im Zuge des Gazakrieges rief Standing Together die gewaltfreie Aktion HaMishmar HaHumanitari (englisch: Humanitarian Guard) ins Leben. Dabei stellen sich Aktivisten in Form eines „menschlichen Schutzschildes“ gegen Mitglieder der rechtsextremen israelische Organisation Tsav 9, die humanitäre Hilfslieferungen in den Gazastreifen blockiert und sabotiert und seit Juni 2024 auf der Sanktionsliste der Vereinigten Staaten steht.

## Geschichte

### Anfänge und erste Proteste
Die Bewegung entstand Ende 2015 im Umfeld von Teilnehmern an den Protesten in Israel 2011/12. Viele der Gründer waren Mitglieder der linken Verbindung Chadasch. Sie beteiligten sich in der Folge an Protesten gegen politisch motivierte Inhaftierungen, Zwangsräumungen in Ostjerusalem (darunter in Scheich Dscharrah), den Gaza-Grenzprotesten, in deren Verlauf die israelischen Verteidigungsstreitkräfte 223 Personen töteten, und gegen die geplante Zerstörung von Beduinendörfern in der Wüste Negev.
Im Sommer 2017 blockierten Standing-Together-Demonstranten mehrere wichtige Autobahnen, um dagegen zu protestieren, dass die Erwerbsunfähigkeitsleistungen in Israel über dem gesetzlichen Mindestlohn liegen. In der Folge wurden Spenden gesammelt, um jene Protestierende zu unterstützen, die mit Geldstrafen bedacht worden waren. Am 11. Dezember 2017 hielt die Bewegung in Jaffa erstmals eine Nationalversammlung ab, bei der über die Führung und erste Vorschläge abgestimmt werden konnte.
Im Jahr 2018 protestierte Standing Together gegen die Abschiebung afrikanischer Asylsuchender, insbesondere aus Eritrea und dem Sudan. Rund 20.000 Leute fanden sich im Süden von Tel Aviv ein, um gegen die geplanten Abschiebungen mobilzumachen. Im Mai desselben Jahres demonstrierte man gegen die Reaktion der israelischen Verteidigungsstreitkräfte auf die palästinensischen Proteste an der Grenze zu Gaza, bei denen bis dahin mehr als 60 Protestierende getötet worden waren. Ebenso bezog die Bewegung Stellung gegen die Verlegung der US-Botschaft von Tel Aviv nach Jerusalem. Mitte des Jahres zählte Standing Together etwa 2000 registrierte Mitglieder, 20.000 bis 30.000 Personen hatten sich an den Protesten beteiligt.
Eine Gruppe von Standing-Together-Mitgliedern protestierte 2019 gegen eine Maßnahme des Barzilai-Krankenhauses in Aschkelon, wonach sich mit dem Bus ankommende arabische Patienten einer Befragung unterziehen mussten, bevor sie das Krankenhaus betreten durften. Obwohl für Araber mit israelischer Staatsbürgerschaft Ausnahmen vorgesehen waren, hatte es zuvor Berichte darüber gegeben, dass die Sicherheitskräfte des Krankenhauses diese ignorieren würden. Im September 2020 bekundete die Bewegung ihre Unzufriedenheit mit der COVID-Politik der israelischen Regierung, indem sie auf dem Rabin-Platz in Tel Aviv 1019 leere Stühle aufstellte, wovon jeder einzelne für ein israelisches COVID-19-Todesopfer stand.
Im Januar 2023 organisierte Standing Together in Tel Aviv-Jaffa eine Demonstration mit bis zu 30.000 Teilnehmern gegen die in Teilen rechtsextreme neue Regierung des Ministerpräsidenten Benjamin Netanjahu. Wenige Monate später war man auch an den Protesten gegen die geplante Justizreform der Regierung beteiligt. Im selben Jahr verhinderte eine rechte Kampagne die Ausstrahlung einer Radiosendung beim Armee-Rundfunksender Galei Zahal, bei der Standing-Together-Mitbegründer und Vorsitzender Alon-Lee Green zu Gast war. Die Bemalung des Dizengoff-Platzes in roter Lebensmittelfarbe sollte auf die Tötung arabischer Bürger unter dem neuen Sicherheitsminister Itamar Ben-Gvir aufmerksam machen.

### Gazakrieg (seit 2023)
Nach dem 7. Oktober 2023 machte Standing Together den Gazakrieg zu einem seiner Hauptanliegen und unterstützte zuallererst Betroffene des Terrorangriffs der Hamas auf Israel. Weil die Aktivisten sahen, dass die israelische Gesellschaft den Krieg massiv befürwortete, war Standing Together nicht unter den ersten, die eine Waffenruhe forderten. Mit Hayim Katsman befand sich ein Aktivist von Standing Together unter den Toten im Massaker von Cholit. Alon-Lee Green, Kopräsident von Standing Together, vermisste am 8. Oktober 2023 auf X Solidaritätsbekundungen der weltweiten Linken mit der Friedensbewegung in Israel und reagierte damit insbesondere auf eine mit Hamas sympathisierende Aussage der somalisch-US-amerikanischen Journalistin Najma Shariff, als er schrieb: „Sind wir in euren Augen Siedler mit Zielscheiben auf dem Rücken?“ Ab dem 18. Januar 2024 organisierte die Gruppe mit Women Wage Peace in verschiedenen Städten Antikriegsproteste und Kundgebungen für eine Waffenruhe.
Für arabische Israelis, insbesondere Universitätsstudenten, die sich mit antipalästinensischer Stimmung konfrontiert sahen, richtete die Gruppe eine Hilfs-Hotline ein. Darüber hinaus reisten Mitglieder in die Vereinigten Staaten, wo sie in Synagogen und anderen Einrichtungen über ihre Arbeit sprachen.
Am 2. Februar 2024 brachte der 4. Kongress von Standing Together etwa 1000 Personen in Haifa zusammen, die Organisation wuchs von 2500 auf 5000 Mitglieder an. Auch die eine für Israelis unangenehmere, weil provozierende Sprache benutzenden Aktivisten der Gruppe Radikaler Block (HaGusch HaDirakali) – diese verwenden, anders als Standing Together, polarisierende Begriffe wie „Apartheid“ oder „Genozid“ um die Israelis aufzurütteln – engagierten sich, als am 7. März 2024 Aktivisten von Standing Together einen Konvoi aus 30 Fahrzeugen organisierten, der über den Grenzübergang Kerem Shalom humanitäre Hilfe in den Gazastreifen bringen sollte. Rund drei Kilometer vor der Grenze stoppten Polizisten den Konvoi und zwangen die Autos umzukehren. Zwei Monate später gab die Bewegung bekannt, die Truppe HaMishmar HaHumanitari zusammenzustellen, die aus Jordanien kommende Hilfslieferungen durch das Westjordanland vor den „Angriffen radikaler israelischer Aktivisten und Siedler“ schützen soll. Laut Angaben von Standing Together konnten dank der Anwesenheit der Aktivisten alle Lastwägen das Gebiet ohne Zwischenfälle passieren.
In den Jahren 2024 und 2025 beschützten Mitglieder der Bewegung palästinensische Einwohner des muslimischen Viertels von Jerusalem, die während des jährlichen Flaggenmarsches im Rahmen des Jerusalemtages von radikalen Siedlern attackiert wurden. Die Gruppe entfernt antiarabische oder kriegsbefürwortende Graffiti. Im April 2025 veranstaltete die Gruppe an der Universität Haifa eine Demonstration, bei der Studierende Fotos von im Gazakrieg getöteten Kindern hochhielten. Daraufhin versahen einige rechte Studierende die Fotos mit Aufklebern mit dem Schriftzug „Kahane hatte Recht“. Die Universität reagierte auf die Aktion, indem sie Standing Together für den Rest des Semesters ein Demonstrationsverbot erteilte.

## Kritik
Im Januar 2024 kritisierte die BDS lose verbundene Palästinensische Kampagne zum akademischen und kulturellen Boykott Israels (PACBI), die sich aus palästinensischen Akademikern und Intellektuellen zusammensetzt, die Bewegung und bezeichnete sie als „Normalisierungskampagne, die versuche, von Israels andauerndem Völkermord im Gazastreifen abzulenken und diesen schönzufärben“. Akademiker und Aktivisten wie der Gaza-Blogger Ahmed Fouad Alkhatib widersprachen dieser Darstellung online. Palästinensische Mitglieder von Standing Together veröffentlichten später ein Statement, in dem sie den Boykottaufruf der PACBI verurteilten und argumentierten, Aufrufe wie dieser würden „den Interessen des politischen Establishment Israels dienen, das es ebenfalls darauf abgesehen habe, [sie] zum Schweigen zu bringen“.